# Niccolò Antonelli
Niccolò Antonelli (ur. 23 lutego 1996 w Cattolice) – włoski motocyklista.

## Kariera
Antonelli przejął zamiłowanie do wyścigów od swojego ojca, a swoją karierę rozpoczął w 2004 roku, mając 8 lat. Wygrywał w lokalnych i krajowych mistrzostwach, żeby następnie przenieść się do Mistrzostw Europy, a potem do Mistrzostw Hiszpanii. W 2012 podpisał umowę z Fausto Gresinim i dołączył do stawki Moto3, zdobył łącznie 77 punktów, co dało mu 14. miejsce na koniec sezonu, dobre wyniki sprawiły, że Gresini postanowił przedłużyć umowę ze swoim rodakiem. W 2013 Antonelli nie poprawił swojego wyniku z poprzedniego roku, gromadząc jedynie 47 punktów, co dało mu 17. miejsce w klasyfikacji końcowej, jednak pozostał on z Gresinim na sezon 2014, zmieniając motocykl z Hondy na KTM, w którym poprawił się o 4 lokaty względem poprzedniego sezonu. W 2015 powrócił do motocyklu z 2013 roku, co w tym przypadku spowodowało lepsze lokaty zajmowane przez Włocha, ponadto dwukrotnie wchodził na najwyższy stopień podium wyścigów w Czechach i Japonii. Ostatecznie ze 174 pkt. został sklasyfikowany na piątej pozycji w generalce.

## Statystyki

### Sezony
| Sezon | Klasa | Motocykl  | Wyścigi | Wygrane | Podia | PP | Najsz. okr. | Pkt. | Msc. |
| ----- | ----- | --------- | ------- | ------- | ----- | -- | ----------- | ---- | ---- |
| 2012  | Moto3 | Honda     | 16      | 0       | 0     | 0  | 0           | 77   | 14   |
| 2012  | Moto3 | FTR Honda | 16      | 0       | 0     | 0  | 0           | 77   | 14   |
| 2013  | Moto3 | FTR Honda | 17      | 0       | 0     | 0  | 0           | 47   | 16   |
| 2014  | Moto3 | KTM       | 18      | 0       | 0     | 1  | 0           | 68   | 14   |
| 2015  | Moto3 | Honda     | 18      | 2       | 4     | 2  | 2           | 174  | 5    |
| 2016  | Moto3 | Honda     | 5       | 1       | 1     | 1  | 0           | 39*  | 5*   |
| Razem |       |           | 74      | 3       | 5     | 4  | 2           | 405  |      |

* – sezon w trakcie

### Starty
| Sezon | Klasa | Motocykl  | 1      | 2      | 3      | 4      | 5      | 6      | 7      | 8      | 9      | 10     | 11     | 12    | 13     | 14     | 15     | 16      | 17     | 18     | Poz. | Pkt. |
| ----- | ----- | --------- | ------ | ------ | ------ | ------ | ------ | ------ | ------ | ------ | ------ | ------ | ------ | ----- | ------ | ------ | ------ | ------- | ------ | ------ | ---- | ---- |
| 2012  | Moto3 | Honda     | QAT 17 |        |        |        |        |        |        |        |        |        |        |       |        |        |        |         |        |        | 14   | 77   |
| 2012  | Moto3 | FTR Honda |        | SPA 8  | POR 6  | FRA 4  | CAT 12 | GBR 13 | NED NU | GER 12 | ITA 4  | IND NU | CZE 23 | RSM 8 | ARA 10 | JPN 12 | MAL 15 | AUS DNS | VAL 13 |        | 14   | 77   |
| 2013  | Moto3 | FTR Honda | QAT NU | AME NU | SPA NU | FRA NU | ITA 7  | CAT NU | NED 13 | GER 15 | IND 16 | CZE 10 | GBR 13 | RSM 8 | ARA 14 | MAL NU | AUS 8  | JPN 9   | VAL 27 |        | 16   | 47   |
| 2014  | Moto3 | KTM       | QAT 9  | AME NU | ARG 25 | SPA NU | FRA NU | ITA NU | CAT NU | NED 5  | GER NU | IND 18 | CZE 13 | GBR 7 | RSM 16 | ARA 9  | JPN 9  | AUS 10  | MAL 7  | VAL 7  | 14   | 68   |
| 2015  | Moto3 | Honda     | QAT 7  | AME 23 | ARG NU | SPA NU | FRA 5  | ITA 6  | CAT 4  | NED 9  | GER 5  | IND 7  | CZE 1  | GBR 3 | RSM 3  | ARA 6  | JPN 1  | AUS 17  | MAL 4  | VAL NU | 5    | 174  |
| 2016  | Moto3 | Honda     | QAT 1  | ARG 10 | AME NU | ESP NU | FRA 8  | ITA    | CAT    | NED    | GER    | AUT    | CZE    | GBR   | SMR    | ARA    | JPN    | MAL     | AUS    | VAL    | 5*   | 39*  |

* – sezon w trakcie